# Incamyia cincerea
Incamyia cincerea là một loài ruồi trong họ Tachinidae.